# Perseus-armen
Perseus-armen er en af to store spiralarme i Mælkevejsgalaksen. Den anden store arm kaldes Centaurus-armen. Perseus-armen begynder fra den distale ende af den lange bjælke. Afstanden mellem solsystemet og Perseus-armen er tidligere antaget at være 13.000 lysår væk, men menes nu at være 6.400 lysår.